# Meikirch
Meikirch (schweizerdeutsch [ˌmeˈχɪʊ̯χə]) ist eine Einwohnergemeinde im Schweizer Kanton Bern. Die Gemeinde, die zum Verwaltungskreis Bern-Mittelland gehört, besteht aus den Dörfern Meikirch, Ortschwaben und Wahlendorf sowie den Weilern Grächwil, Aetzikofen und Weissenstein.

## Geographie
Meikirch liegt am Südhang des Frienisbergs rund 10 Kilometer nordwestlich der Stadt Bern. Das Gemeindegebiet erstreckt sich vom Frienisberg rund um Wahlendorf bis zum Löörwald südöstlich von Ortschwaben. Der Chräbsbach, der südlich von Meikirch im Bösmattmoos entspringt, durchfliesst die Gemeinde.
Nachbargemeinden sind, von Norden beginnend: Schüpfen, Kirchlindach, Wohlen bei Bern und  Seedorf.

## Geschichte
Die erste schriftliche Erwähnung von Meikirch stammt von 1263, als in einem Urbar eine Familie «de Moechilchun» als Besitzerin von Häusern und Gütern in Bern und Umgebung erwähnt wurde. Der Name «Mönch-Kilchen» bezieht sich auf das 1131 gegründete Kloster Frienisberg, zu dessen Besitz die meisten Höfe und deren Bewohner als Hörige gehörten. Nachdem das Kloster 1380 Wahlendorf und 100 Jahre später auch Meikirch Bern überliess, konnten sich die Bürger freikaufen. Die Kirche, deren Ursprung bereits im 7. oder 8. Jahrhundert vermutet wird, steht auf den Mauerresten einer römischen Villa, die bei Ausgrabungen 1978 entdeckt wurden. Das Hallenhaus mit Annex entstand etwa 100 nach Christus und war im tuskischen Stil erbaut. Die gefundenen Wandmalereien und Ziegel wurden durch den Archäologischen Dienst sorgfältig geborgen und dokumentiert. Im Müngerhaus bei der Kirche ist ein gestempelter Ziegel ausgestellt. Bei diesen Ausgrabungen fand man innerhalb der Kirche Keltengräber aus der Zeit nach der Völkerwanderung, die anhand der Grabbeigaben um das 7. und 8. Jahrhundert datiert wurden. Einen weiteren bedeutenden Fund machte man 1851 in einem Grabhügel südlich von Grächwil. Die 60 Zentimeter grosse Bronzevase «Hydra» ist nun ein Prunkstück der Urgeschichtssammlung des Historischen Museums in Bern.

## Politik
Die Exekutive besteht aus dem siebenköpfigen Gemeinderat. Die parteipolitische Zusammensetzung für die Legislaturperiode 2021–2024 ist folgendermassen: SP 3, SVP 2, FDP 1, AGM (Aktives Gewerbe Meikirch) 1. Gemeindepräsident ist seit 2021 Hans Peter Salvisberg (SVP, Stand 2024).
Bei den Nationalratswahlen 2023 betrugen die Wähleranteile in Meikirch (in Klammern die Veränderung im Vergleich zu den Wahlen 2019 in Prozentpunkten): SVP 26,63 % (−1,03), SP 23,93 % (+6,56), glp 13,00 % (+3,07), Grüne 9,58 % (−4,15), Mitte 8,38 % (−1,91), FDP 7,66 % (−2,37), EVP 5,33 % (−0,22), Aufrecht 2,2 % (+2,2), EDU 1,75 % (+0,64), Weitere 1,53 % (−2.79).

## Sehenswürdigkeiten
Mitten im Dorf stehen die Kirche und das Pfarrhaus auf Fundamenten eines römischen Gutshofs. An der Schüpbergstrasse im Weiler Grächwil steht der Landsitz Grächwil von 1790. Mehrere Bauernhäuser mit Nebengebäuden sind als schützenswert verzeichnet.

## Persönlichkeiten
- Johann Friedrich Schmid (1850–1916), Mediziner, Direktor des Eidgenössischen Gesundheitsamtes
- Wilhelm Münger (1923–2015), Architekt, Holzbildhauer, Plastiker und Zeichner
- Felix Gallus Keller (1924–2018), Kunstmaler
- Ernst Oppliger (* 1950), Scherenschnitt-Künstler
- Kurt Wenger (* 1953), ehemaliger Gemeindepräsident Meikirch, Grossrat (SVP)
- Hans Peter Salvisberg (* 1962), Gemeindepräsident Meikirch (SVP)
- Stephan Siegrist (* 1972), Extrembergsteiger
- Karin Fisli (* 1982), Grossrätin (SP)